# كيلي غانثر
كيلي غانثر (بالإنجليزية: Kelly Gunther)‏ هي متزلجة أمريكية، ولدت في 14 أغسطس 1987 في أوبرلين في الولايات المتحدة.

## وصلات خارجية
- كيلي غانثر على موقع SpeedSkatingBase.eu (الإنجليزية)
- كيلي غانثر على موقع SpeedSkatingNews.info (الإنجليزية)
- كيلي غانثر على موقع SpeedSkatingStats.com (الإنجليزية)
- كيلي غانثر على موقع Rollerstory.net
- كيلي غانثر على موقع اللجنة الأولمبية الدولية (الإنجليزية)
- كيلي غانثر على موقع أوليمبيديا (الإنجليزية)
- كيلي غانثر على موقع اللجنة الأولمبية والبارالمبية الأمريكية (الإنجليزية)